# Virslīga 2024
Die Virslīga 2024 war die 33. Spielzeit der höchsten lettischen Fußball-Spielklasse der Herren seit deren Neugründung im Jahr 1992. Offiziell trägt die Liga den Namen TonyBet Virslīga und wird vom Lettischen Fußballverband ausgetragen. Die Spielzeit begann am 8. März und endete am 10. November 2024.
Titelverteidiger war der FK RFS. Der Absteiger des Vorjahres SK Super Nova wurde durch den Aufsteiger Grobiņas SC/LFS ersetzt. FK RFS gewann erneut die Meisterschaft, die dritte der Vereinsgeschichte. Eigentlich hätte FS Jelgava als Tabellenletzter absteigen müssen, da aber Valmiera FC keine Lizenz für die Saison 2025 erhalten hat, blieben sie in der ersten Liga.

## Modus
Die Teams spielten an 36 Spieltagen viermal gegeneinander, zweimal zu Hause und zweimal auswärts. Der Meister qualifizierte sich für die Champions League, der Zweite, Dritte und der Pokalsieger für die Conference League. Der Tabellenletzte stieg direkt ab, der Vorletzte spielte in der Relegation um den Klassenerhalt.

## Vereine
| Verein          | Stadt      | Stadion                     | Kapazität |
| --------------- | ---------- | --------------------------- | --------- |
| FK Metta        | Riga       | Daugava-Stadion             | 10.461    |
| Riga FC         | Riga       | Skonto-Stadion              | 6.915     |
| FK Liepāja      | Liepāja    | Daugava-Stadion             | 5.008     |
| BFC Daugavpils  | Daugavpils | Celtnieks-Stadion           | 3.480     |
| FK RFS          | Riga       | LNK Sporta Parks            | 3.000     |
| FS Jelgava      | Jelgava    | Zemgales Olimpiskā centra   | 2.560     |
| Grobiņas SC/LFS | Grobiņa    | Grobiņas stadionā           | 1.000     |
| FK Tukums 2000  | Tukums     | Tukuma pilsētas stadions    | 1.000     |
| Valmiera FC     | Valmiera   | Vidzemes Olimpiskais centrs | 1.000     |
| FK Auda         | Riga       | Audas stadions              | 0.520     |

## Abschlusstabelle
| Pl.             | Verein              | Sp. | S  | U | N  | Tore    | Diff. | Punkte |
| --------------- | ------------------- | --- | -- | - | -- | ------- | ----- | ------ |
| 1.              | FK RFS (M)          | 36  | 29 | 3 | 4  | 103:250 | +78   | 90     |
| 2.              | Riga FC (P) 1       | 36  | 27 | 6 | 3  | 099:230 | +76   | 87     |
| 3.              | FK Auda             | 36  | 18 | 6 | 12 | 063:340 | +29   | 60     |
| 4.              | Valmiera FC 2 3     | 36  | 19 | 7 | 10 | 075:390 | +36   | 55     |
| 5.              | BFC Daugavpils      | 36  | 11 | 9 | 16 | 043:600 | −17   | 42     |
| 6.              | FK Liepāja          | 36  | 10 | 9 | 17 | 037:560 | −19   | 39     |
| 7.              | FK Metta            | 36  | 10 | 6 | 20 | 034:760 | −42   | 36     |
| 8.              | FK Tukums 2000/TSS  | 36  | 9  | 8 | 19 | 038:810 | −43   | 35     |
| 9.              | Grobiņas SC/LFS (N) | 36  | 8  | 5 | 23 | 034:780 | −44   | 29     |
| 10.             | FS Jelgava 3        | 36  | 6  | 7 | 23 | 028:820 | −54   | 25     |
| Stand: Endstand |                     |     |    |   |    |         |       |        |

| (M) | amtierender Meister     |
| (P) | amtierender Pokalsieger |
| (N) | Neu/Aufsteiger          |

## Kreuztabelle
| Hinrunde (Runden 1–18) | Hinrunde (Runden 1–18) | Hinrunde (Runden 1–18) | Hinrunde (Runden 1–18) | Hinrunde (Runden 1–18) | Hinrunde (Runden 1–18) | Hinrunde (Runden 1–18) | Hinrunde (Runden 1–18) | Hinrunde (Runden 1–18) | Hinrunde (Runden 1–18) | 2024            | Rückrunde (Runden 19–36) | Rückrunde (Runden 19–36) | Rückrunde (Runden 19–36) | Rückrunde (Runden 19–36) | Rückrunde (Runden 19–36) | Rückrunde (Runden 19–36) | Rückrunde (Runden 19–36) | Rückrunde (Runden 19–36) | Rückrunde (Runden 19–36) | Rückrunde (Runden 19–36) |
| ---------------------- | ---------------------- | ---------------------- | ---------------------- | ---------------------- | ---------------------- | ---------------------- | ---------------------- | ---------------------- | ---------------------- | --------------- | ------------------------ | ------------------------ | ------------------------ | ------------------------ | ------------------------ | ------------------------ | ------------------------ | ------------------------ | ------------------------ | ------------------------ |
| FK Auda                | BFC Daugavpils         | Grobiņas SC            | FS Jelgava             | FK Liepāja             | FK Metta               | FK RFS                 | Riga FC                | FK Tukums 2000         | Valmiera FC            | Verein          | FK Auda                  | BFC Daugavpils           | Grobiņas SC              | FS Jelgava               | FK Liepāja               | FK Metta                 | FK RFS                   | Riga FC                  | FK Tukums 2000           | Valmiera FC              |
| •                      | 1:0                    | 0:1                    | 0:1                    | 1:1                    | 4:0                    | 1:2                    | 1:2                    | 2:0                    | 3:1                    | FK Auda         | •                        | 1:0                      | 2:0                      | 3:0                      | 2:0                      | 5:0                      | 1:3                      | 2:2                      | 1:1                      | 0:1                      |
| 0:3                    | •                      | 2:0                    | 1:0                    | 0:0                    | 4:0                    | 1:1                    | 0:2                    | 3:1                    | 1:6                    | BFC Daugavpils  | 1:2                      | •                        | 4:0                      | 3:0                      | 0:2                      | 1:1                      | 0:3                      | 0:5                      | 4:1                      | 3:3                      |
| 1:1                    | 1:3                    | •                      | 4:2                    | 3:2                    | 3:0                    | 0:4                    | 0:1                    | 2:1                    | 0:2                    | Grobiņas SC/LFS | 2:2                      | 3:0                      | •                        | 2:3                      | 1:3                      | 1:2                      | 0:2                      | 0:6                      | 1:2                      | 1:4                      |
| 0:0                    | 0:0                    | 2:1                    | •                      | 1:1                    | 0:1                    | 1:2                    | 1:5                    | 2:3                    | 0:3                    | FS Jelgava      | 1:3                      | 0:0                      | 2:0                      | •                        | 2:2                      | 1:0                      | 0:2                      | 0:2                      | 0:0                      | 0:4                      |
| 1:0                    | 1:1                    | 3:0                    | 0:1                    | •                      | 1:2                    | 0:3                    | 1:1                    | 0:2                    | 0:3                    | FK Liepāja      | 2:1                      | 3:3                      | 0:1                      | 3:0                      | •                        | 1:5                      | 1:3                      | 0:3                      | 3:1                      | 0:0                      |
| 1:3                    | 0:1                    | 1:1                    | 3:0                    | 2:0                    | •                      | 0:6                    | 1:2                    | 1:1                    | 0:2                    | FK Metta        | 0:4                      | 3:2                      | 2:1                      | 2:0                      | 1:2                      | •                        | 1:2                      | 2:4                      | 0:0                      | 1:1                      |
| 2:1                    | 5:0                    | 5:0                    | 5:1                    | 4:1                    | 2:0                    | •                      | 2:2                    | 5:0                    | 0:1                    | FK RFS          | 1:2                      | 4:1                      | 3:0                      | 7:0                      | 2:0                      | 5:1                      | •                        | 1:2                      | 4:1                      | 4:1                      |
| 1:0                    | 2:0                    | 2:0                    | 2:0                    | 4:0                    | 5:0                    | 1:2                    | •                      | 3:0                    | 1:1                    | Riga FC         | 1:0                      | 1:0                      | 6:1                      | 6:1                      | 1:0                      | 4:0                      | 0:0                      | •                        | 10:1                     | 1:0                      |
| 1:4                    | 1:2                    | 2:0                    | 2:1                    | 0:0                    | 0:0                    | 0:1                    | 2:1                    | •                      | 1:2                    | FK Tukums 2000  | 0:3                      | 0:0                      | 1:2                      | 3:3                      | 2:1                      | 0:1                      | 1:4                      | 0:5                      | •                        | 3:2                      |
| 2:1                    | 0:1                    | 1:1                    | 4:0                    | 0:1                    | 3:0                    | 2:0                    | 2:1                    | 6:1                    | •                      | Valmiera FC     | 2:3                      | 4:1                      | 0:0                      | 3:2                      | 0:1                      | 4:0                      | 1:2                      | 2:2                      | 2:3                      | •                        |

## Relegation
Am Ende der regulären Saison traf der Neuntplatzierte der Virslīga gegen den Drittplatzierten der 1. līga in der Relegation an. Die Spiele fanden am 20. und 23. November 2024 statt.
|                 | Gesamt |              | Hinspiel | Rückspiel |
| --------------- | ------ | ------------ | -------- | --------- |
| Grobiņas SC/LFS | 4:3    | JDFS Alberts | 2:3      | 2:0       |

Beide Vereine blieben in ihren jeweiligen Ligen.

## Torschützenliste
| Pl. | Name              | Mannschaft  | Tore |
| --- | ----------------- | ----------- | ---- |
| 01. | Reginaldo Ramires | Riga FC     | 25   |
| 02. | Alioune Ndoye     | Valmiera FC | 22   |
| 03. | Marko Regža       | Riga FC     | 18   |
| 04. | Jānis Ikaunieks   | FK RFS      | 16   |
| 05. | Abdulrahman Taiwo | FK Auda     | 12   |
| 06. | Ismaël Diomandé   | FK RFS      | 11   |
| 06. | Joseph Ede        | FS Jelgava  | 11   |
| 08. | Lamine Corréa     | FK Metta    | 10   |
| 08. | Darko Lemajič     | FK RFS      | 10   |
| 08. | Lūkass Vapne      | Valmiera FC | 10   |